# Kerry Fatman Hunter
Kerry „Fatman“ Hunter  (* 1971; † 13. Februar 2024 in New Orleans) war ein US-amerikanischer Jazzmusiker (Snaredrum), der in einer Reihe von Brassbands von New Orleans spielte.

## Leben und Wirken
Hunter wuchs in New Orleans auf. Bereits als kleines Kind bekam er den Spitznamen „Fatman“; mit 12 Jahren wurde er bei der Roots of Jazz Brass Band, einem Ensemble für junge Musiker unter der Leitung des Banjoisten Danny Barker, auf der Snaredrum ausgebildet. Anfang der 1990er Jahre ging Hunter mit der Junior Olympia Brass Band auf Tournee. Er verbrachte einige Zeit in der Preservation Hall im French Quarter und schloss sich schließlich dem Kollektiv der Preservation Hall an, einem Pool von Musikern, die in verschiedenen Besetzungen in der Preservation Hall auftraten.
In den folgenden Jahren war Hunter der Motor zahlreicher Brassbands, darunter Kinfolk, Tornado, die Rebirth Brass Band, die Dirty Dozen Brass Band und die Olympia Brass Band. Zusammen mit dem Bassschlagzeuger Tanio Hingle bildete Hunter eine der renommiertesten Rhythmusgruppen des Brass-Band-Genres; gemeinsam haben sie jahrelang die New Birth Brass Band geprägt.
Später wechselten sie zum All-Star-Bläserensemble New Orleans Nightcrawlers. Für das Album Atmosphere der Nightcrawlers aus dem Jahr 2020 schrieb der Saxophonist Brent Rose einen Song namens Fatman als Hommage an Hunter und Hingle; Atmosphere gewann 2021 einen Grammy Award als bestes regionales Roots-Musikalbum. Dies war Hunters erster Grammy-Gewinn. Das 2023 erschienene Album Too Much to Hold der Nightcrawlers mit Hunter war bei den Grammy Awards 2024 als bestes regionales Roots-Musikalbum nominiert. Im Bereich des Jazz war er Tom Lord zufolge zwischen 1972 und 2021 an fünf Aufnahmesessions beteiligt, neben den genannten Bands auch mit Allen Toussaint und Leroy Jones (Band Music / Memories of the Fairview & Hurricane Band).
Hunter ging am Mardi Gras in New Orleans in der Nähe der Avenues North Claiborne und Elysian Fields spazieren, als ein 21-jähriger Autofahrer ihn unter Alkoholeinfluss mit seiner Limousine anfuhr, und erlag den dabei erlittenen Verletzungen.

## Diskographische Hinweise
- New Birth Brass Band: D-Boy (NYNO Records, 1997)
- The Dirty Dozen Brass Band: Buck Jump (1990)
- The New Orleans Nightcrawlers: Live at the Old Point (Viuper, 2000)
- Preservation Hall Jazz Band: Lift Every Voice and Sing (From The Film MLK/FBI) (2020)
- The New Orleans Nightcrawlers: Atmosphere (2020)